# Eta Sculptoris
Eta Sculptoris (η Sculptoris, förkortat Eta Scl, η Scl)  är en ensam stjärna belägen i den mellersta delen av stjärnbilden Bildhuggaren. Den har en genomsnittlig skenbar magnitud på 4,81 och är synlig för blotta ögat där ljusföroreningar ej förekommer. Baserat på parallaxmätning inom Hipparcosuppdraget på ca 7,1 mas, beräknas den befinna sig på ett avstånd på ca 460 ljusår (ca 141 parsek) från solen. 

## Egenskaper
Eta Sculptoris är en röd till orange jättestjärna i huvudserien av spektralklass M4 III. Stjärnan en radie som är ca 32 gånger större än solens och utsänder från dess fotosfär ca 1 100 gånger mera energi än solen vid en effektiv temperatur av ca 3 600 K.
Eta Sculptoris är en halvregelbunden variabel av SR-typ. Den varierar mellan visuell magnitud +4,8 och 4,9 och pulserar med flera perioder med 22,7, 23,5, 24,6, 47,3, 128,7 och 158,7 dygn.